# Abd al-Aziz IV
Abd al-Aziz IV (arab. عبد العزيز بن الحسن = ʿAbd al-ʿAzīz ibn al-Ḥasan, ur. 1880, zm. 10 czerwca 1943 w Tangerze) – sułtan Maroka w latach 1894–1908. Pochodził z dynastii Alawitów.

## Życiorys
Abd al-Aziz IV objął tron w wieku 14 lat po nagłej śmierci swojego ojca Hassana I. Jego nieudolne rządy spowodowały olbrzymie zadłużenie kraju w bankach francuskich i upadek gospodarki. Skutkiem tego była konferencja w Algeciras (1906) i ingerencja Francji i Hiszpanii w wewnętrzne sprawy Maroka, co spowodowało wojnę domową i abdykację sułtana. Władzę przejął wówczas jego brat Abd al-Hafiz.